# Бегичев (острови)
Бѐгичев (на руски: Острова Бегичева) са група от 2 острова на Русия в Северния ледовит океан.
Намират се в югозападната част на море Лаптеви, на входа на Хатангския залив, в крайната северозападна част на Якутия, Русия. Остров Голям Бегичев е с дължина 61 km, ширина 57 km и площ 1785 km2. Повърхността му представлява полегата и набраздена равнина, издигната в средата на острова до 201 m, покрита с тундрова растителност. На 7 km западно от Голям Бегичев през протока Пионер е разположен остров Малък Бегичев с дължина 5,2 km, ширина 4 km и площ 15 km2. с максимална височина 83 m.
През 1736 г. руският полярен изследовател Василий Прончишчев открива източния бряг на остров Голям Бегичев, но предполага, че това е полуостров. Три години по-късно, през 1739 г. друг известен руски полярен изследовател Харитон Лаптев открива западния бряг на остров Малък Бегичев, но и той не разбира, че това е остров. Чак през 1908 г. руският полярен изследовател Никифор Бегичев открива Източния проток, отделящ остров Голям Бегичев от континента и протока Пионер между двата острова и доказва островното им положение. В негова част двата острова са наименувани на неговото име.

## Топографски карти
- Топографска карта S-49-XV, ХVІ, М 1:200 000[2]
- Топографска карта S-49-XVІІ, ХVІІІ, М 1:200 000[3]